# Euchalcia serraticornis
Euchalcia serraticornis là một loài bướm đêm trong họ Noctuidae.